# Abdul Salis
Abdul Salis, pseudonimo di Abdul Wahab Mumuni (Londra, 6 luglio 1979), è un attore britannico di origini ghanesi. I suoi genitori si sono trasferiti a Londra dal paese africano nel 1976.
Ha debuttato al cinema nel 2003 con il film Love Actually - L'amore davvero.

## Filmografia parziale

### Cinema
- Love Actually - L'amore davvero (Love Actually), regia di Richard Curtis (2003)
- Sahara, regia di Breck Eisner (2005)
- Giovani aquile (Flyboys), regia di Tony Bill (2006)
- F1 - Il film (F1: The Movie), regia di Joseph Kosinski (2025)

### Televisione
- Trevor's World of Sport – serie TV (2003)
- Casualty – serie TV, 65 episodi (2003-2009)
- Doctor Who – serie TV, episodio 2x11 (2006)
- Strike Back – serie TV, episodi 2x05-2x06 (2011)
- Padre Brown (Father Brown) – serie TV, episodio 7x02 (2019)
- EastEnders – serial TV, puntate 5848-5849 (2019)
- Better Things – serie TV, episodio 5x08 (2022)
- La Ruota del Tempo (The Wheel of Time) – serie TV, 8 episodi (2021-2025)

## Doppiatori italiani
Nelle versioni in italiano delle opere in cui ha recitato, Abdul Salis è stato doppiato da:
- Luigi Morville in Love Actually - L'amore davvero
- Alessandro Quarta in Giovani aquile
- Francesco Venditti ne La Ruota del Tempo

Da doppiatore è sostituito da:
- Walter Rivetti in The Dark Pictures: The Devil in Me
- Maurizio Tesei in F1 - Il film